# Tostig Godwinson
Tostig Godwinson (kb. 1026 – 1066. szeptember 25.) II. Harold angol király öccse, Northumbria grófja (earlje) 1055 és 1065 között.

## Származása
Tostig Godwin wessexi gróf és felesége, Gytha Thorkelsdóttir harmadik fiaként született 1026 körül. Apja az Angol Királyság leghatalmasabb főura, anyja Thorgil Sprakling dán viking klánvezér lánya volt. 1051-ben feleségül vette IV. Balduin flandriai gróf második feleségétől született egyetlen lányát, Juditot. A Domesday Book tanúsága szerint 26 falut birtokolt a mai Anglia Cumbria megyéjében.

## Northumbria grófjaként

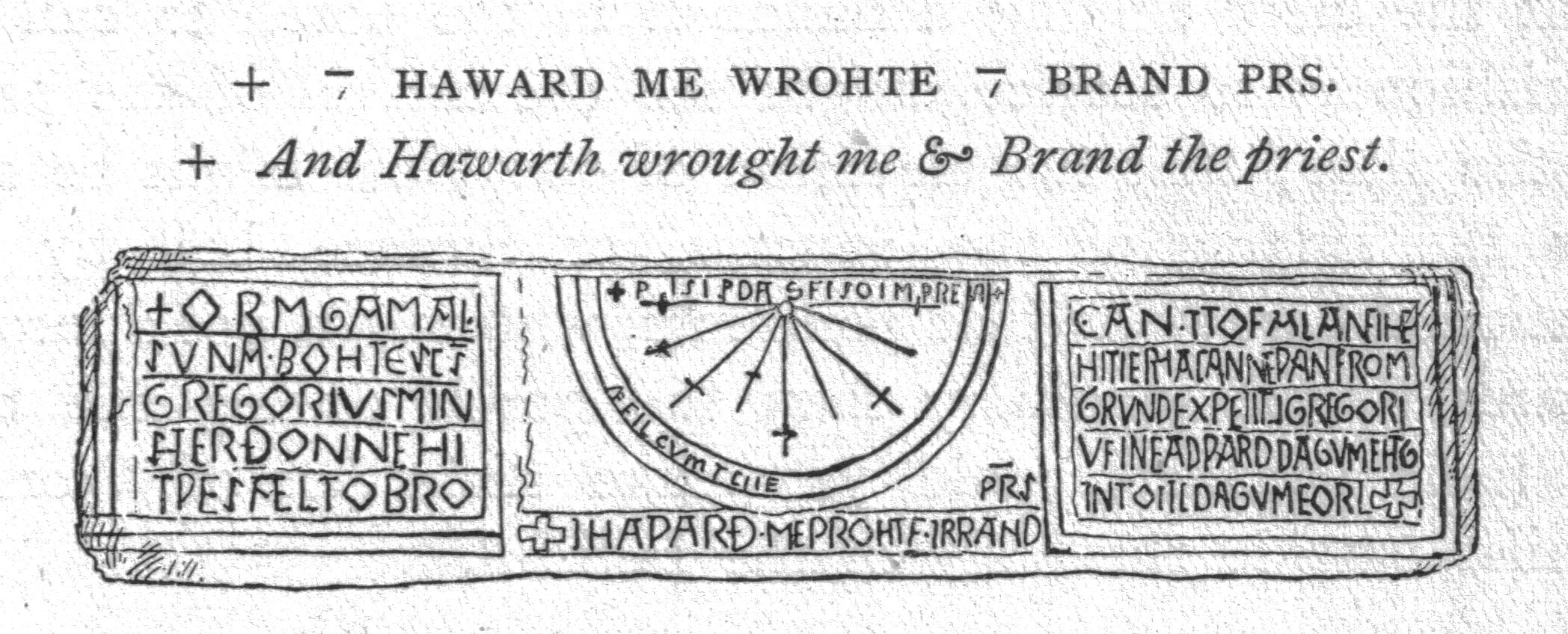
Tostig neve (IN TOSTI DAGVM EORL, Tostig earl napjaiban) Kirkdale templomának napóráján

Hitvalló Eduárd angol király 1051 szeptemberében száműzte országából Godwint és fiait. A főúr és családja (felesége Gytha és fiai: Harold, Tostig, Sweyn és Gyrth) Flandriában kerestek menedéket. A következő évben fegyveres erővel tértek vissza Angliába és mivel sokan támogatták a király kénytelen volt visszaadni nekik birtokaikat és címeiket. Három évvel később, 1055-ben, Siward earl halála után Tostigot kinevezték Northumbria grófjává.
Tostignak akadtak gondjai grófsága kormányzásával. Soha nem tudott népszerűvé válni a helyi arisztokrácia (amely közé korábbi dán hódítók és angolszász nemesek egyaránt tartoztak) körében. A források tanúsága szerint igen kemény kézzel kormányzott, még a főúri családokba tartozó nemesek közül is meggyilkoltatott néhányat. 1063 végén vagy 1064 elején például megölette Gamalt, akinek pedig bántatlanságot ígért. Az egyébként Tostiggal rokonszenvező Vita Edwardi azt írja, hogy "elnyomta (a northumbriaiakat) uralma súlyos igájával".
Keveset tartózkodott Eduárd király udvarában és nem volt képes megvédeni a grófságot a fosztogató skótok ellen. A skót király egyébként is Tostig barátja volt. Mivel az őt gyűlölő helyi nemesség csak kevéssé volt hajlandó csapatokat szolgáltatni neki, dán zsoldosokat fogadott fel (a zsoldosok vezérét később az ellene lázadók megölték). A kulturális különbségek is megnehezítették a dolgát. Tostig dél-angliai volt, amelynek mások voltak a szokásai mint Északnak és Northumbriának már nemzedékek óta nem volt déli származású earlje. 1063-ban népszerűsége mélypontjára süllyedt, amikor a walesi háború céljára extra adókat szedetett az alacsonyabb adókhoz szokott - részben dán - lakosságtól.

## Bukása
1065. október 3-án a yorkshire-i kisnemesség fellázadt ellene és elfoglalták Yorkot. Megölték Tostig hivatalnokait és támogatóit és kijelentették, hogy a törvénytelenül uralkodó Tostignak nem hajlandóak engedelmeskedni. Helyette Edwin merciai gróf öccsét, Morcart választották meg earlnek. Az északi lázadók dél felé indultak, hogy rákényszerítsék Eduárd királyt a kialakult helyzet elismerésére. Northamptonnál Edwin seregei is csatlakoztak hozzájuk. Itt érte el őket a király küldötte, a fegyvertelen Harold Godwinson, Tostig bátyja. Harold hamarosan rájött, hogy testvérének már nincs esélye Northumbria visszaszerzésére.

## Száműzetése
Harold visszatért Oxfordba, ahol a királynak azt javasolta, hogy fogadja el a lázadók követelését. Röviddel később Tostig jogfosztottá vált, valószínűleg azért, mert nem volt hajlandó elfogadni Harold és Eduárd döntését. Az ügy elvetette a testvérek közötti gyűlölet magvait. Tostog a királyi tanács ülésén nyilvánosan azzal vádolta bátyját, hogy a lázadók pártjára állt. Eduárd már idős és beteges volt és nem volt örököse, Harold pedig attól tartott, hogy Normandia hercege, Vilmos erővel is megpróbálja megszerezni az angol trónt. Ilyen körülmények között nem kockáztatott egy polgárháborút és széthúzást az országon belül, ezért öccse ellenében is inkább hajlandó volt kiegyezni az északiakkal. Tostigot nem győzték meg érvei és bosszút esküdött.
Tostig családjával és híveivel hajóra szállt és sógoránál, V. Balduin flamand grófnál keresett menedéket. Még Vilmossal is felvette a kapcsolatot egy szövetség reményében. A Balduin által rendelkezésére bocsátott hajókkal 1066 májusában partra szállt Wight szigetén, ahol némi pénzt és élelmet zsákmányolt. Egészen a kenti Sandwichig fosztogatott az angol partokon, de a közben királlyá koronázott Harold erői elől menekülnei kellett. Északra hajózott és felvette a kapcsolatot Gyrth fivérével, de az nem volt hajlandó csatlakozni hozzá, így végigrabolta Norfolk és Lincolnshire partjait. Egy összecsapásban Edwin és Morcar grófok erői döntő csapást mértek rá, ő pedig emberei által elhagyatva III. Malcolm skót királyhoz menekült, aki fogadott testvére volt. 1066 nyarát Skóciában töltötte.
Innen Norvégiába, III. Harald királyhoz hajózott. Az egyik saga szerint ő volt az, aki rábeszélte a királyt, hogy próbálja meg megszerezni az angol koronát. Haroldnak volt némi bizonytalan jogcíme Anglia trónjára, de nem sokkal korábban hosszú és véres háborút vívott a dánokkal. Harald végül összegyűjtötte seregeit és Tostiggal együtt partra szállt Northumbriában, ahol a fulfordi csatában legyőzték Morcart és Edwint.

## A Stamford Bridge-i csata
A norvégok Yorkhoz vonultak, mire a város megadta magát. Harald király túszokat szedett és a helyiekkel megállapodott, hogy a város melletti Stamford Bridge-nél - ahol több út és folyó találkozott gyűjti össze utánpótlását. Harold Godwinson eközben Londonból északra sietett seregével és 1066. szeptember 25-én rajtaütött a gyanútlan norvég sereg egyik felén. A norvégok és a flamand zsoldosok még páncéljukat sem érkeztek felvenni. A 11 ezres norvég sereg másik fele néhány mérfölddel arrább a Ricca folyó partjánál őrizte a flottát. A Stamford Bridge-i sereg nagy részét - köztük Tostigot és Harald királyt - az angolszászok lemészárolták.
Tostig testét Franciaországba vitték, majd később visszaszállították és York székesegyházában temették el. Két fia Norvégiába menekült, özvegye pedig Welf bajor herceghez ment feleségül. A győztes Harold fáradt seregével délre masírozott, ahol közben partra szállt Vilmos normandiai herceg. Tizenkilenc nappal később a hastingsi csatában elesett és Anglia trónja Vilmosé lett.

## Családja
Tostignak és Juditnak két fia született:
- Skuli Tostisson Kongsfostre (szül. 1052). A hagyomány szerint ükunokája, Helena Guttormsdotter II. Valdemár dán király szeretője volt és kettejük viszonyából született Knut revali herceg.
- Ketil Tostisson (szül. 1054).

## Fordítás
- Ez a szócikk részben vagy egészben  a   Tostig Godwinson című angol Wikipédia-szócikk ezen változatának fordításán alapul.  Az eredeti cikk szerkesztőit annak laptörténete sorolja fel. Ez a jelzés csupán a megfogalmazás eredetét és a szerzői jogokat jelzi, nem szolgál a cikkben szereplő információk forrásmegjelöléseként.